# Нго Дінь Дьєм
Нго Дінь Дьєм (в'єт. Ngô Đình Diệm в'єтнамська: [ŋō ɗìn jîəmˀ] ⓘ, також Нго Дінь З'єм, Нго Дінь Зьєм), в'єт. ієрогліф. і кит. 吳廷琰 (3 січня 1901, Хюе — 2 листопада 1963, Сайгон) — перший президент Південного В'єтнаму (1955—1963). Одна з ключових фігур в історії короткотривалої В'єтнамської імперії (березень-серпень 1945). Убитий (застрелений) у результаті військового перевороту, який організував Зионг Ван Мінь.